# Kondor D 7
Kondor D 7 – niemiecki dwupłatowy samolot myśliwski z okresu I wojny światowej, zaprojektowany i zbudowany w niemieckiej wytwórni Kondor Flugzeugwerke w Essen. Powstała w jednym egzemplarzu maszyna nie była udana i nie weszła do produkcji seryjnej.

## Historia
Kondor D 7 stanowił kolejną konstrukcję inżyniera Waltera Rethela, jaka powstała w zakładach Kondor Flugzeugwerke w Essen po modelach D 2 i D 6. W przeciwieństwie do poprzednich samolotów napędzanych silnikami rotacyjnymi, D 7 otrzymał sprawdzony napęd w postaci silnika rzędowego Mercedes D.III. Początkowo D 7 miał układ trójpłatu, który został zarzucony; pozostałością było nisko opuszczone dolne skrzydło przymocowane do podwozia, a nie bezpośrednio do kadłuba, podobnego do stosowanych w myśliwcach Albatrosa.
Nieznana jest data oblotu D 7, wiadomo jedynie, że w maju 1918 roku samolot miał kontynuować próby w locie po zamontowaniu silnika Mercedes D.III. Maszyna nie wzięła też udziału w drugim konkursie na samolot myśliwski w Adlershof w czerwcu 1918 roku. Myśliwiec nie był lepszy od napędzanych tym samym silnikiem konstrukcji Albatrosa i w rezultacie nie wszedł do produkcji seryjnej.

## Opis konstrukcji i dane techniczne
Kondor D 7 był jednosilnikowym, jednoosobowym dwupłatem myśliwskim. Kadłub tworzyła kratownica z rurek stalowych, pokryta sklejką. Długość samolotu wynosiła 6,2 metra, a rozpiętość skrzydeł 8,5 metra. Powierzchnia nośna wynosiła 15,7 m². Masa pustego płatowca wynosiła 590 kg, zaś masa startowa – 785 kg. Wysokość samolotu wynosiła 2,3 metra. Napęd stanowił chłodzony cieczą 6-cylindrowy silnik rzędowy Mercedes D.III o mocy 118 kW (160 KM). Prędkość maksymalna samolotu wynosiła 180 km/h, zaś długotrwałość lotu 1,45 godziny.